# Castillo de Ardrossan
El castillo de Ardrossan, actualmente en ruinas, está situado en la costa oeste de Escocia, en una colina en los términos de la ciudad de la que coge nombre, en el condado de Ayrshire. Contaba con un foso defensivo. Hay una torre que data del siglo XV, y una gama abovedada que contiene una cocina y bodegas. Parte de la fortaleza permanece hasta las ménsulas del parapeto, pero en ruinas. El castillo original, propiedad del clan Barclay, fue parcialmente destruido durante las Guerras de independencia de Escocia. Este evento, en el que se asesinó a la guarnición inglesa, se conoció como "La despensa de Wallace", un nombre que todavía se aplica a las bóvedas restantes. Reconstruido por el clan Montgomery en el siglo XV, posteriormente cayó en desuso, siendo parcialmente demolido por los soldados de Oliver Cromwell en el siglo XVII, que utilizaron las piedras para ayudar a construir Montgomerieston.

## Historia
El castillo ha sido considerado una característica distintiva de la ciudad de Ardrossan. Se incluyó, por ejemplo, en el libro turístico de 1847 titulado Sylvan's Pictorial Handbook to the Clyde and its Watering-Places, escrito por Thomas y Edward Gilks. Allí, el castillo está descrito como un marcador de identidad regional y de interés anticuario sujeto, desde el cual se pueden ver hermosas vistas del océano. Los Gilks afirmaban también que Ardrossan originalmente se llamaba castillo Crags, pero que pasó a llamarse Ardrossan por la familia que lo poseía. En el momento de escribir dicha entrada, el castillo era propiedad de la familia Eglintoun, aunque ya estaba en ruinas, y estaba adyacente a un antiguo cementerio.
El castillo permaneció ocupado hasta 1648, cuando las tropas de Oliver Cromwell lo destruyeron, quitando gran parte de la piedra y cimientos. En la actualidad, sus restos continúan en pie, pero están en condiciones peligrosas.

## Leyendas
Se dice que el castillo está ocupado por el fantasma de William Wallace, quien deambula por las ruinas en noches de tormenta.
El castillo también ha sido asociado con el diablo. Sir Fergus Barclay, también conocido como "el De'il de Ardrossan", era un jinete, famoso en todo el país por su gran habilidad. Sin embargo, el secreto de su habilidad era una brida mágica, que el Diablo le dio a cambio de su alma. Sin embargo, Barclay engañó al Diablo para que le devolviera su alma. Enfurecido por este engaño, atacó el castillo en su furia, y se dice que dejó sus huellas en una de las rocas. Sir Fergus Barclay está enterrado en la capilla del castillo, situada a unos cientos de metros tierra adentro del castillo, más abajo de la colina.